# هجوم حلب (أكتوبر–ديسمبر 2013)
كان هجوم حلب من أكتوبر–ديسمبر 2013 أو عملية عاصفة الشمال حملة خلال الحرب الأهلية السورية شنها الجيش السوري في محافظة حلب لإعادة فتح طريق إمداد رئيسي يربط وسط سوريا بأكبر مدينة حلب. وبدأ الهجوم عندما هاجم الجيش السوري بلدة خناصر الاستراتيجية.

## وصلات خارجية
- Syria War: The Decisive Battle 1: Darayya & Aleppo برس تي في documentary on يوتيوب
- Documentary: The Decisive Battle 2 برس تي في documentary on فيميو